# アダム・ブラウン
アダムブラウン （ ニューヨーク市、1983年10月31日生まれ）は、アメリカの起業家、作家、慈善家です。 彼はWeWork によるWeGrowのCOO であり、学校を建設し、発展途上国の子供たちの教育へのアクセスを増やす活動を行う非営利組織であるPencils of Promiseの創設者です 。 彼は、2018年5月にWeWorkが買収した無借金の高等教育プログラムであるMissionUのCEO兼共同創設者でした 。 
彼はまた、「for-purose 目的のため」アプローチの作成者でもあり 、 ニューヨークタイムズのベストセラーである書籍「 鉛筆の約束：普通の人が異例の変化を生み出す方法 」を執筆しています。 

## 生い立ち
ブラウンは宗教的な保守的なユダヤ人の家族にニューヨーク市で生まれ、彼の兄スコット（音楽プロモーターであるスクーターブラウンとも呼ばれています）、リザ、サム、コーネリオとともにコネチカット州グリニッジで育ちました。 
ブラウンはブラウン大学に通い、 ブラウンベアーズにて大学のバスケットボールチームでプレーし、経済学、社会学、公共および民間部門の組織学で学士号を取得し、 優等で卒業しました 。 
ブラウンはセメスター・アット・シー・プログラムを通じて海外に行き、勉強しながら、また卒業後に50か国以上を旅して世界を見て周りました。 ブラウンの話によれば、様々な国を訪問している際に、彼は地元の子供たちに世界で最も欲しいものを尋ねて周り、 インドでは路上で物乞いをしている少年が彼に鉛筆が欲しいと話しました。 ブラウンは、自分の鉛筆を彼に与えたと述べ、この事柄が彼のインスピレーションとなり、ついに彼自身の組織、 Pencils of Promise.鉛筆の約束を創設することにつながったと述べています。  ブラウンはホワイトハウス、国連、クリントングローバルイニシアチブで講演を行っています。 
ブラウンは、2007年から2010年までベインアンドカンパニーで働いていました。 
ブラウンは2008年10月に25歳で自己資金25ドルでPencils of Promise ペンシル・オブ・プロミスを設立し、代わりに草の根イベントやソーシャルメディアを通じた他の人々からの資金調達に注力しました。  Pencils of Promiseは4年以内に100を超える学校を設立しました。  2018年の時点で、組織は500を超える学校を設立し、発展途上国全体で70,000人以上の子供たちに奉仕しています。 
ブラウンのスピーチとライティングは、「目的のための」アプローチの採用を頻繁に提唱しており、組織や企業の成功を支援するフレームワークとして確立しました。 彼はまた「営利目的」という言葉を作り出した。  どちらの言葉も、Google Zeitgeist Conferenceの基調講演で発表されました。 

## 鉛筆の約束
「The Promise of a Pencil 鉛筆の約束：普通の人が並外れた変化を生み出す方法」は 、2014年3月18日にSimon & Schusteの出版社であるScribnerによってリリースされた後、ニューヨークタイムズのベストセラーリスト
の2位としてデビューしました。 
物語主導の回想録は、30の短い章に分かれており、それぞれにマントラのタイトルが付けられています。これは、成功と重要な人生へのガイドステップを集合的に提供することを目的としています。 リリースから5日以内にAmazonで売り切れた後、 この書籍はAmazon1位のベストセラーになり、 LinkedInで 「20冊ごとに5冊の本を読む必要がある」の1つとしてリストされました。  2014年7月、「コーポレートアメリカが読んでいるもの」で国内で最も売れた本として認められました。 

## 受賞
- Business Insider 40歳以下40のリスト [17]
- フォーブス 30歳以下30のリスト[18]
- 世界を変える50人のワイヤードマガジンのスマートリスト。 [19]
- 最初の10の世界経済フォーラムグローバルシェーパーの1つとして選択されました[20]
- オプラウィンフリーの SuperSoul 100の先見の明と影響力のある指導者のリストに指名されました[21]